# Drusus muchei
Drusus muchei är en nattsländeart som beskrevs av Malicky 1987. Drusus muchei ingår i släktet Drusus och familjen husmasknattsländor.

## Underarter
Arten delas in i följande underarter:
- D. m. ilgazensis
- D. m. kazdagensis